# Печенюк, Фёдор Иосифович
Фёдор Иосифович Печенюк (20.3.1906, Житомирская область — 26.1.1965) — командир 205-го гвардейского стрелкового полка 70-й гвардейской стрелковой дивизии 13-й армии Центрального фронта, гвардии подполковник.

## Биография
Родился 20 марта 1906 года в селе Торчин ныне Коростышевского района Житомирской области. Украинец. Член КПСС с 1927 года. С 1928 по 1930 год проходил воинскую службу. В 1936 году вновь призван в ряды Красной Армии. Окончил пехотную школу.
В боях Великой Отечественной войны с июня 1941 года. Воевал на Западном, Центральном и 1-м Украинском фронтах.
205-й гвардейский стрелковый полк под командованием гвардии подполковника Ф. И. Печенюка в середине сентября 1943 года форсировал реку Сейм восточнее города Батурин Черниговской области и освободил станцию Бахмач. 22 сентября 1943 года форсировал Днепр в районе села Домантово Чернобыльского района Киевской области. На захваченном плацдарме полк отразил 11 контратак пехоты и танков противника, нанеся ему значительный урон в живой силе и боевой технике.
Указом Президиума Верховного Совета СССР от 16 октября 1943 года за мужество и отвагу, проявленные при форсировании Днепра гвардии подполковнику Фёдору Иосифовичу Печенюку присвоено звание Героя Советского Союза с вручением ордена Ленина и медали «Золотая Звезда».
После войны жил в Житомире. Скончался 26 января 1965 года. Похоронен в Житомире на Русском кладбище.
Награждён орденами Ленина, Красного Знамени, Суворова, Кутузова, Александра Невского, Красной Звезды, медалями.